# Sushi Girl
Pour plus de détails, voir Fiche technique et Distribution.
Sushi Girl est un thriller criminel américain sorti en 2012, le premier long métrage réalisé par Kern Saxton.

## Synopsis
Avant même le générique, Sushi girl commence par des images de la mise en route d'une bande magnétique audio pour un enregistrement. Puis une femme se maquille devant un miroir avec, en fond, un homme fumant un cigare. Le générique commence quand la femme finit par se déshabiller, il mêle la préparation de la femme en « corps sushi » par un chef sushi et la sortie d'un homme de prison avec la musique Diamonds are forever interprétée par Shirley Bassey. L'homme sortant de prison est Fish. Il vient de purger une peine de six ans pour un vol de diamants et il a beau avoir couvert ses complices, on l'attend à sa sortie pour l'amener directement auprès de Duke, le fumeur de cigare et ancien associé du vol. Duke attend Fish dans un restaurant japonais désaffecté avec trois autres complices du vol : Crow, Max et Francis. Dans le restaurant se trouve une immense table où la femme, dénudée en « corps sushi » (sushi girl), imperturbable, attend les cinq convives et écoutera leur conversation. Des flashbacks sur le moment du vol vont plusieurs fois interrompre le fil du repas. Pendant le repas, Fish est questionné afin de localiser les diamants, mais il ne peut pas leur fournir de réponse. Les quatre inquisiteurs vont vite déjanter : ils attachent Fish sur une chaise et le torturent à mort, puis Francis, soupçonné d'être un indicateur de la police (images pré-génériques), est tué à son tour par Duke. Les trois voleurs restants vont dégainer leurs armes et se tirer dessus. Seul Duke sort indemne de la fusillade et part manger une tranche de fugu, mais il se sent peu à peu paralysé, empoisonné à la tétrodotoxine du plat. La sushi girl se redresse alors et descend de la table. Elle confie à Duke, paralysé, que le fugu a été délibérément mal préparé. Il s'avère que le mari de la sushi girl a été abattu par Duke. La sushi girl s'est emparée des diamants pour fomenter sa vengeance. Finalement, elle abat Duke d'une balle avant de partir.

## Fiche technique
Sauf mention contraire, cette fiche technique est établie à partir d'IMDb
- Titre : Sushi Girl
- Réalisation : Kern Saxton
- Scénario : Kern Saxton, Destin Pfaff[2]
- Direction artistique : Melisa Myers[2]
- Décors : Kyle Kannenberg[2]
- Costumes : Dayna Devorre, Warden Neil[2]
- Photographie : Aaron Meister[2]
- Montage : Kern Saxton[2]
- Musique : Fritz Myers[2]
- Production : Neal Fischer, Destin Pfaff, Kern Saxton, Suren M. Seron[2]
- Co-production : Electra Avellan, Josh Cole, Nicholes Cole, Amit Shalev[2]
- Société(s) de production : Assembly Line, Level Up Productions, Stray Angel Films, Sushi Girl Films[3]
- Société(s) de distribution : Phase 4 Films (Canada), Magnolia Home Entertainment (DVD), Magnet Releasing[3]
- Budget : 750 000 $ USD
- Pays d'origine :  États-Unis
- Langue originale : anglais
- Format : couleur — 2.35:1[4]
- Genre : Thriller criminel
- Durée : 98 minutes
- Dates de sortie[5] :
  - Canada : 21 juillet 2012 au FanTasia Film Festival de Montréal
  - États-Unis : 27 novembre 2012 par Internet
  - Hongrie : 18 janvier 2013, sortie à la télévision
  - Canada et États-Unis : 19 février 2013, sortie DVD et Blu-ray
- Classification : MPAA : classé R[6]

## Distribution[2],[7]
- Cortney Palm (en) : femme « corps sushi » (sushi girl)
- Noah Hathaway : Fish
- Tony Todd : Duke
- Mark Hamill : Crow
- Andy Mackenzie : Max
- James Duval : Francis
- Sonny Chiba : chef sushi (crédité J.J. Sonny Chiba)
- Jeff Fahey : Morris
- Michael Biehn : Mike
- Danny Trejo : Schlomo
- Destin Pfaff : Jude
- Stryker (en) : Ramone (crédité Ted Stryker)

## Accueil

### Sites francophones
- Le site Allociné regroupe un total de 85 votants pour une note moyenne de 2,7 sur 5 (état au 8 août 2018)[7].
- Le site SensCritique regroupe un total de 163 votants pour une note moyenne de 5,9 sur 10 (état au 8 août 2018)[8].

### Autres sites
- Le site IMDb regroupe un total de 4 239 votants pour une note moyenne de 6 sur 10 (état au 8 août 2018)[9].
- Le site néerlandais MovieMeter regroupe un total de 49 votants pour une note moyenne de 2,68 sur 5 (état au 8 août 2018)[10].

## Autour du film
- En 2012, Sushi Girl est projeté dans plusieurs festivals. Puis une sortie sur Internet est prévue en même temps qu'une première projection publique au mythique TCL Chinese Theater[5], distribuée par Assembly Line. Il n'y a pas d'autre projection prévue et le film se retrouve en Direct-to-video[11].
- Noah Hathaway n'a pas été vu dans un long métrage depuis 1994.
- Dans les dialogues, les films suivants sont mentionnés : Point Break et Scarface[12].
- Sur le camion utilisé pour le braquage, il est marqué "Falkore", un très probable clin d'oeil au film L'histoire sans fin, dans lequel le personnage joué par Noah Hathaway (Fish) se faisait aider par un dragon volant appelé Falkor.